# Alienoid: Return to the Future
Alienoid: Return to the Future (en hangul, 외계+인 2부; romanización revisada, Euigye+in 2-bu; literalmente, «Extraterrestres + humanos parte 2») es una película surcoreana de 2024 escrita y dirigida por Choi Dong-hoon, y protagonizada por Ryu Jun-yeol, Kim Tae-ri y Kim Woo-bin. Es la segunda parte de la película Alienoid (2022), y se estrenó en Corea del Sur el 10 de enero de 2024.

## Sinopsis
Lee Ahn, que quedó atrapada en el pasado mientras intentaba impedir la fuga de un alienígena prisionero encerrado en un cuerpo humano, recupera la Espada Divina que puede abrir la puerta del tiempo. Después de muchas vicisitudes busca a Thunder e intenta regresar al futuro que dejó atrás. Mientras tanto, Mureuk, que ayuda a Lee Ahn en cada momento de crisis, se siente confundido por la extraña presencia que siente dentro de su cuerpo. A ambos los persiguen Heuk-seol y Cheongwoon, los dos ermitaños de la montaña Samgak que sospechan que hay un monstruo en Mureuk; Neung-pa, un espadachín ciego que intenta abrir los ojos robando la Espada Divina; y también Ja-jang, un alienígena atrapado en el tiempo, comienza a perseguir a Lee Ahn Mureuk.
Actualmente, muchas personas están muriendo debido a la sustancia alienígena haava, que hace detonar un prisionero alienígena fugitivo conocido como el Arquitecto. Min Gae-in, que vio casualmente al extraterrestre, se da cuenta de que esto es solo el comienzo y comienza a investigar el incidente. A solo 48 minutos para que toda la haava estalle, Lee Ahn finalmente abre la puerta del tiempo y regresa al presente con Mureuk, Thunder y los dos inmortales.

## Reparto
- Ryu Jun-yeol como Mureuk, un monje budista que duda de su identidad y que crece en el dominio de las artes taoístas.[5][6][7]
- Kim Tae-ri como Lee Ahn, que intenta regresar al futuro para proteger a todo el mundo.[8][9]
- Kim Woo-bin como Thunder, que abre la puerta del tiempo.[10]
- Lee Ha-nee como Min Gae-in, que descubre los secretos de los extraterrestres.[11][12]
- Yum Jung-ah como Heug-seol, una maga de Samgaksan.[2]
- Jo Woo-jin como Cheong-woon, un mago de Samgaksan.[2]
- Kim Eui-sung como Ja-jang, un extraterrestre atrapado en el tiempo que quiere la espada divina.[2]
- Jin Seon-kyu como Neung-pa, un espadachín ciego que vende medicinas, y que intenta recuperar la vista robando la espada divina.[2][13]
- Kim Hae-sook como Milbon, una anciana que ha sido testigo de todo lo sucedido.[14]
- Shin Jung-geun como Right King, un gato que vive en el abanico de Mureuk.[14]
- Lee Si-hoon como Left King, un gato que vive en el abanico de Mureuk.[14]
- Yoon Kyung-ho como Sam-sik, un prisionero alienígena.[14]

## Producción
Las dos partes de esta serie, Alienoid y Alienoid: Return to the Future, se rodaron juntas, y tuvieron un costo total de 33000 millones de wones. Según declaró el director Choi Dong-hoon, el rodaje se extendió durante más de un año, entre marzo de 2020 y abril de 2021 y la posproducción se realizó durante un año y medio. La primera escena en rodarse fue la boda de Mureuk y Lee Ahn, y la última el momento en que Thunder regresa a los tiempos modernos. La escena en que se reúnen todos los personajes necesitó unos dos meses de rodaje, y muchos días pasaron sin poder hacer una sola toma después de las largas sesiones de maquillaje.
La producción se presentó el 22 de noviembre de 2023 en el centro comercial CGV Yongsan I'Park en Yongsan-gu, Seúl. El 17 de ese mes se había difundido ocho carteles de personajes. El cartel principal se publicó el 11 de diciembre.

## Estreno y recepción
La película se estrenó el 10 de enero en 1388 salas, en los formatos IMAX, 4DX y ScreenX.Había mucha expectación por este largometraje tras la decepción que supuso para muchos espectadores la primera parte.En su primera semana tras el estreno ocupó el primer lugar en la taquila surcoreana con 648 687 espectadores. A los diez días del estreno estos eran ya 866 537, y a los doce superó el millón de espectadores.
Al final de su período de exhibición había vendido 1 430 121 billetes, con unos ingresos brutos de 10 231 696 dólares, quedando por este concepto a principios de abril de 2024 en la tercera posición entre las películas surcoreanas estrenadas en el año.